# Вільшансько-Новоселицька сільська рада
| Вільшансько-Новоселицька сільська рада — орган місцевого самоврядування у Васильківському районі Київської області з адміністративним центром у с. Вільшанська Новоселиця. Сільській раді підпорядковані населені пункти: - с. Вільшанська Новоселиця - с. Петрівка - с. Степанівка |

## Склад ради
Рада складається з 12 депутатів та голови.

### Керівний склад ради
| ПІБ                      | Основні відомості                                                 | Дата обрання | Дата звільнення |
| ------------------------ | ----------------------------------------------------------------- | ------------ | --------------- |
| Мовчан Людмила Василівна | Сільський голова, 1970 року народження, освіта, позапартійна      | 26.03.2006   | 31.10.2010      |
| Мовчан Людмила Василівна | Сільський голова, 1970 року народження, освіта вища, позапартійна | 31.10.2010   |                 |

Примітка: таблиця складена за даними джерела